# Rio Murupu
O rio Murupu é um rio brasileiro no norte estado de Roraima. Seu curso dá-se no município de Boa Vista, tendo como foz o Rio Cauamé.